# Lumières russes
Vous pouvez aider à l'améliorer ou bien discuter des problèmes sur sa page de discussion.
- Il ne cite pas suffisamment ses sources. Vous pouvez indiquer les passages à sourcer avec {{référence nécessaire}} ou {{Référence souhaitée}}, et inclure les références utiles en les liant aux notes de bas de page. (Marqué depuis mai 2025)
- Son contenu est rédigé entièrement ou presque à partir d'une seule source. N'hésitez pas à modifier cet article pour améliorer sa vérifiabilité en apportant de nouvelles références dans des notes de bas de page. (Marqué depuis mai 2025)

- Archive Wikiwix
- Bing
- Cairn
- DuckDuckGo
- E. Universalis
- Gallica
- Google
- G. Books
- G. News
- G. Scholar
- Persée
- Qwant
- (zh) Baidu
- (ru) Yandex
- (wd) trouver des œuvres sur Wikidata

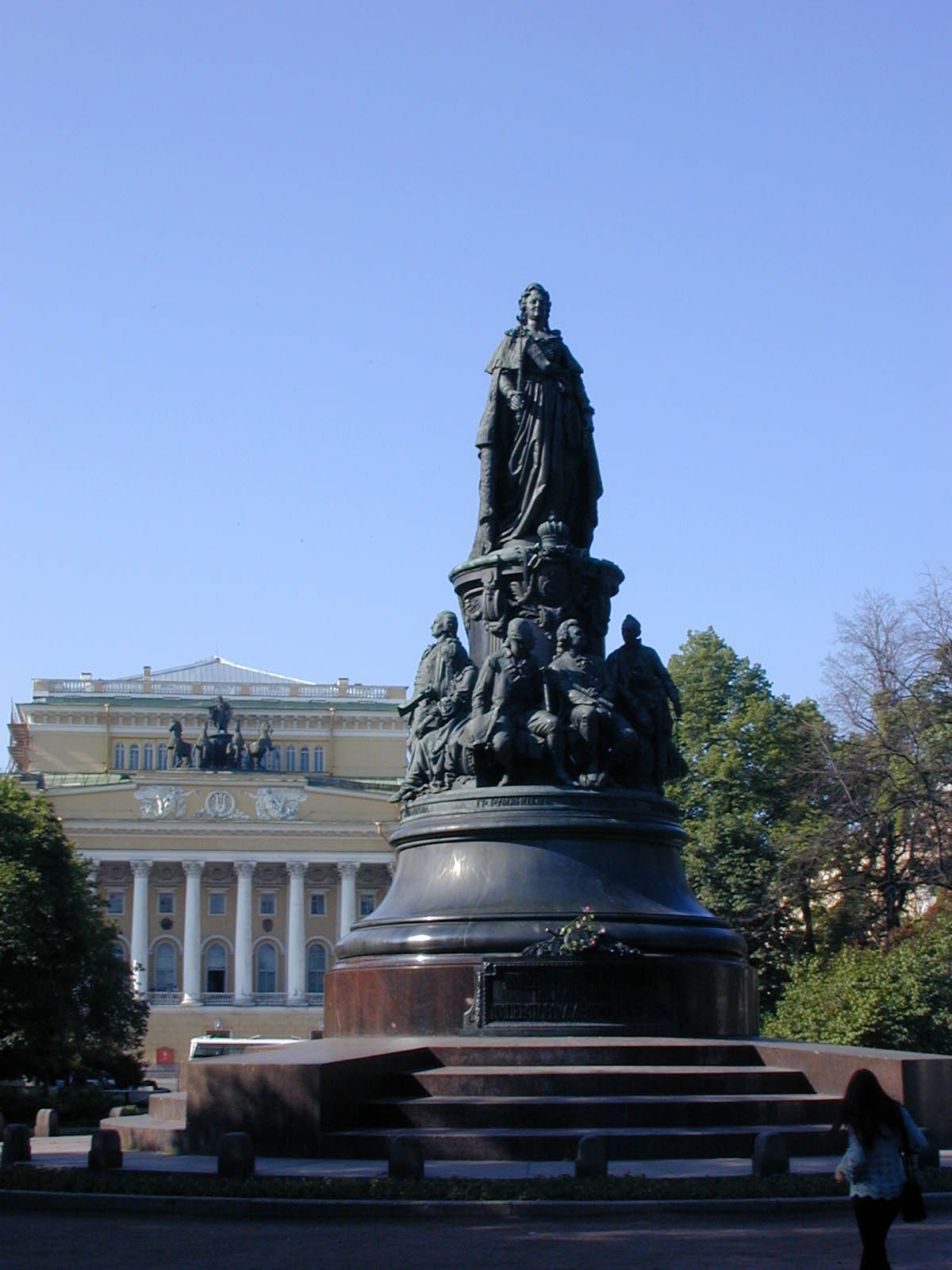
Monument en l'honneur de Catherine II de Russie devant le Théâtre Alexandrinski de Saint-Pétersbourg.

Les Lumières russes sont une période du XVIIIe siècle durant laquelle le gouvernement russe, sous l'impulsion de Catherine II, encouragea activement le développement et la propagation des arts et des sciences, et qui eut un impact très profond sur la culture russe.

## Description

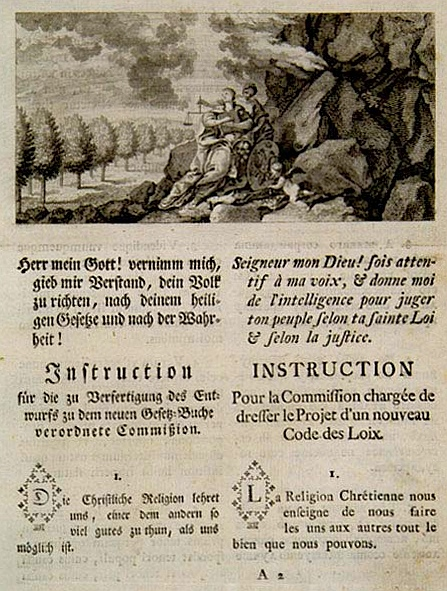
Première page du Nakaz de Catherine II, 1767.

À cette époque on fonde la première université russe, une bibliothèque, un théâtre, un musée public et une presse relativement indépendante.
Comme d'autres despotes éclairés, Catherine II joue un rôle clé dans la promotion des arts, des sciences et de l'éducation. Le siècle des Lumières russe diffère de son homologue de l'Europe occidentale en ce qu'il promeut davantage la modernisation de tous les aspects de la vie russe et portait sur l'abolition de l'institution du servage en Russie. 
La guerre des Paysans russes et la révolution française peuvent avoir brisé les illusions de la possibilité d'avoir des changements politiques rapides, mais le climat intellectuel en Russie a été modifié de manière irrévocable. 
La place de la Russie dans le monde est débattue par Denis Fonvizine, Mikhaïl Chtcherbatov, Andreï Bolotov, Ivan Boltin et Alexandre Radichtchev. 
Ces débats ont précipité la fracture entre les radicaux occidentaux libéraux et souvent affiliées à la franc-maçonnerie, futurs décembristes et la pensée russe plus conservatrice, car attachée aux traditions nationales, courant d'idées qui prendra le nom de slavophilisme.